# Пам'ятник Фридерикові Шопену у Варшаві
Пам'ятник Фридерикові Шопену у Варшаві — пам'ятник Фридерикові Шопену, виконаний у стилі модерну, розташований у Парку Лазєнковському у Варшаві. Монумент являє собою вилиту з бронзи постать композитора, який сидить під стилізованою мазовецькою вербою.
Разом із пам'ятником Варшавської русалки, Колоною короля Сигізмунда, Палацом Лазєнковським і Палацом культури й науки є одним з найвідоміших місць у Варшаві.

## Проект і перша реалізація
Ідея увіковічення Фредерика Шопена з'явилась у членів Варшавської музичної асоціації в 1876 році, але в політичних реаліях того часу реалізація подібного задуму була неможливою. Ситуація змінилася в 1901 році, коли польська оперна співачка Аделаїда Больска отримала усну згоду царя Миколи ІІ на будівництво монумента, а генерал-губернатор Варшави видав дозвіл на створення Комітету будівництва пам'ятника Шопену в Варшаві 1 січня 1902 року.
У 1908 році було визначено умови конкурсу на проект монумента, який відбувся в травні 1909 року. Серед членів журі конкурсу були такі представники культури і мистецтва як Антуан Бурдель, Юзеф Піус Дзеконський і Леопольд Меєт. Місцем розташування монумента мала бути Варецька площа (зараз Площа повстанців Варшави), а в конкурсі могли брати участь виключно польські митці. З 66 праць було обрано проект Вацлава Шимановського (різьба) і Франциска Мончиньського (архітектура). Відповідно до їхнього проекту, Фридерик Шопен сидів під вербою, слухаючи її шум. Однак цей проект виявився непідхожим до місця розташування пам'ятника на Варецькій площі.
Результати конкурсу викликали суспільне обговорення і зустріли критику частини ЗМІ. Обраний проект також мусів бути затверджений Петербурзькою академією мистецтв, яка постановила, що (…) Проект цей скомпонований незадовільним чином і створює антимистецьке враження, особливо дерево і дрібні фігурки навколо ставу.
Після того, як Міністерство внутрішніх справ Росії відмовило у наданні згоди на будівництво монумента на основі висновку Академії, Оскар Сосновський напрацював новий проект пам'ятника Шопену, змінивши форму п'єдесталу і ставу з первинного проекту. Він також вилучив з проекту великих різьблених жаб по обидва боки від ставу, які раніше вже викликали сумніви з приводу свого естетичного вигляду. У свою чергу Шимановський вніс зміни до форми верби. Проект було знову подано на затвердження. Довго тривав обмін листами між Академією, Міністерством і Комітетом. Втративши терпіння, різьбяр особисто поїхав в Петербург, де був прийнятий великою княжною Марією Павлівною, тіткою царя Миколи ІІ, котра обіцяла, що Академія підтримає проект. Остаточний дозвіл на будівництво пам'ятника Шопену в Варшаві підписав сам Микола ІІ за безпосередньої участі княжни.
Вацлав Шимановський працював над п'ятиметровою статуєю Шопена і семиметровою вербою у своїй майстерні в Кракові. Роботу було закінчено у вересні 1912 року. У травні 1914 року було укладено договір про будівництво монумента з французькою фірмою Ancciennes Fonderies Thiebaut Fréres, яка належала Renè Fulda. Надіслана з Кракова модель прибула в Францію незадовго до початку Першої світової війни, а невдовзі ливарня Fulda збанкрутувала.
До проекту будівництва пам'ятника Шопену повернулися після відновлення незалежності 11 листопада 1918 року. Відлила пам'ятник французька компанія Barbedienne в Парижі. Після транспортування в Польщу його встановили в Парку Лазєнковському в Варшаві.
Відкрили монумент 14 листопада 1926 року. П'єдестал і став спроектував Оскар Сосновський, а каменярську роботу виконала фірма лодзького підприємця Антонєго Урбановського.

## Руйнування монумента в 1940 році
Під час окупації 31 травня 1940 року за рекомендацією губернатора Ганса Франка пам'ятник Шопену підірвали німці і порізали його на менші частини. Одержаний у такий спосіб брухт було використано як сировину для промислового виробництва. Німці намагалися знищити також всі копії пам'ятника, які зберігалися в польських музеях. Одному зі співробітників Вєлкопольского музею в Познані вдалося сховати в підвалі копію голови пам'ятника. Однак, німці знищили всі гіпсові копії та дерев'яну копію різьби масштабом 1:2, яку в познанський музей передав сам автор.
Пам'ятник Шопену був першим з-поміж пам'ятників, які німці зруйнували в окупованій Варшаві. Крім негативного ставлення до творчості композитора, іншими ймовірними причинами знесення монумента було його місце розташування поблизу Бельведера (офіційної резиденції Ганса Франка під час його візитів в Варшаві) та розпочата акція по збору брухту на потреби військово-промислового комплексу Третього Рейху. Згідно з інформацією, яку отримали співробітники міської ради від німецької влади, на рішення про знесення мала вплинути ймовірна потворність пам'ятника.

## Відбудова пам'ятника
У результаті дій німців реконструкція роботи Вацлава Шимановського після війни зіткнулась з багатьма труднощами. Розпочалися пошуки копій пам'ятника, які б послужили взірцем для його відтворення. У 1946 році голову Шопена знайдено в Вроцлаві. Однак виявилося, що це не була голова з монумента в Парку Лазєнковському, а лише один з пробних відливів значно меншого масштабу. Оригінальний відлив було повністю переплавлено.
Повну копію цілого пам'ятника вдалося знайти лише під час земельних робіт біля зруйнованого будинку Шимановського в Мокотуві. На підставі цієї копії було зроблено спробу відновлення справжньої копії оригіналу. У 1946 році група різьбярів під керівництвом Владислава Вашєвіча виконала модель відливу пам'ятника, використовуючи авторську модель (масштабом 1:10), дерев'яну різьбу голови композитора роботи Владислава Шимановського, фотограмметричний аналіз Леона Сузіна та довоєнні світлини.
Відновлений монумент відкрито знову 11 травня 1958 року.
На п'єдесталі розміщено напис наступного змісту: Статуя Фредерика Шопена, яку зруйнували і розграбували німці 31 травня 1940 року, відбудує Нація. 17-Х-1946. Наступний напис з датою відкриття інформує, що пам'ятник відбудували за кошти Суспільного фонду відбудови Варшави.
Схему газонів і алей навколо пам'ятника спроектував Лонгін Майдецький. Геометричні клумби обсаджено кущами троянд. Навколо монумента ростуть здебільшого дуб червоний, також клен та кущі сніжноягідника білого. Цілісний садовий комплекс мав нагадувати концертний зал.
З 1959 року від травня до вересня кожної неділі під пам'ятником відбуваються два концерти творів Шопена, організовані Товариством ім. Фридерика Шопена і Столичною естрадою. Форма даху для піаніста і фортепіано, встановленого біля монумента, нагадує форму концертної ложі Сіднейського оперного театру.
У 2012 році проведено реставрацію саду навколо пам'ятника.

## Цікаві факти
- У 1994 році в японському місті Хамамацу відкрито копію пам'ятника з варшавського Парку Лазєнковського, який було передано цьому місту на підставі угоди про культурний обмін між містами-побратимами.